# New Values
New Values är Iggy Pops tredje album som soloartist. Det släpptes 1979 på skivbolaget Arista Records. 
Iggys samarbete med David Bowie, som han påbörjade vid inspelningen av sina två första soloalbum, var här ett avslutat kapitel även om de senare skulle jobba ihop på plattan Blah Blah Blah 1986. På det här albumet hade han däremot sällskap av de två före detta Stooges-medlemmarna Scott Thurston och James Williamson. Albumet är mer new wave-utformat med bland annat synthar tillagda i låtarna, och det gör kanske att den vilda punkrock som Iggy är känd för hamnar i bakgrunden för ett lite mer polerat sound. I USA nådde albumet Billboardlistans 180:e plats.

## Låtlista
1. "Tell Me a Story" (Iggy Pop) - 2:50
2. "New Values" (Iggy Pop/Scott Thurston) - 2:39
3. "Girls" (Iggy Pop) - 3:00
4. "I'm Bored" (Iggy Pop) - 2:47
5. "Don't Look Down" (Iggy Pop/James Williamson) -  3:39
6. "The Endless Sea" (Iggy Pop) - 4:50
7. "Five Foot One" (Iggy Pop) - 4:29
8. "How Do Ya Fix a Broken Part" (Iggy Pop) - 2:56
9. "Angel" (Iggy Pop/Scott Thurston) - 3:45
10. "Curiosity" (Iggy Pop/Scott Thurston) - 2:29
11. "African Man" (Iggy Pop/Scott Thurston) - 3:35
12. "Billy Is a Runaway" (Iggy Pop/Scott Thurston) - 2:27